# Без права на ошибку (фильм, 1975)
«Без права на ошибку» — детективный фильм.

## Сюжет
В охотничьей сторожке выстрелом из ружья убит Роман Селецкий. В убийстве обвиняется молодой рабочий Борис Юнусов. Против него свидетельствуют и все улики, и показания свидетелей. Обвиняемый же утверждает, что невиновен. Судья, слушая дело, выявляет некоторые несоответствия. Теперь он начинает своё собственное расследование, в ходе которого всплывают новые факты о жизни Романа Селецкого и в итоге выясняется, что Борис невиновен.

## В ролях
- Олег Жаков — Николай Александрович, народный судья
- Николай Мерзликин — Борис Павлович Юнусов, подсудимый
- Лев Прыгунов — Роман Фёдорович Селецкий, главарь шайки хулиганов
- Владимир Дружников — Юрий Петрович, прокурор
- Виктор Маркин — адвокат
- Светлана Старикова — Валентина Жемарина
- Нина Ильина — Юля Жемарина, младшая сестра Вали
- Юрий Потёмкин — Василий Курилко, хулиган
- Алексей Панькин — Андрей Трукшин, хулиган
- Виктор Перевалов — Глеб Заступин, хулиган
- Владимир Плотников — Олег Шемелин
- Владимир Балашов — Егор Савельевич Тарута
- Виктор Филиппов — Афонин, железнодорожник
- Валентина Березуцкая — Санькина, продавщица
- Владимир Ферапонтов — Сергей Иванович Бухтин, капитан милиции
- Гарри Дунц — судебный заседатель
- Валентина Ушакова — Марья Васильевна, судебный заседатель
- Константин Кульчицкий — старик в электричке
- Марина Лобышева-Ганчук — Зиночка, секретарь в суде
- Николай Симкин — судебный эксперт
- Зоя Степанова — Мария Тарута, супруга Егора Савельевича Таруты
- Евгений Шах — Тарасов, комсорг
- Андрей Семёнов — Антон Тарута, сын Егора Савельевича Таруты
- Клавдия Хабарова — мать Селецкого (нет в титрах)

## Съёмочная группа
- Автор сценария: Владимир Кузнецов
- Режиссёр: Александр Файнциммер
- Оператор: Валерий Владимиров
- Композитор: Марк Минков
- Художник: Евгений Серганов